# A Passion Play
A Passion Play – album studyjny brytyjskiej grupy rockowej Jethro Tull z 1973 roku.
Pierwsze sesje nagraniowe miały miejsce w Szwajcarii oraz we Francji. Stworzono wystarczająco dużo materiału, by wypełnić „trzy strony podwójnego albumu”, jednak większość tych nagrań odrzucono. Tylko niewielka część z nich została wykorzystana później na następnym albumie, War Child. Na krótko przed rozpoczęciem amerykańskiej trasy Anderson napisał nowe utwory i zespołowi udało się zarejestrować 45-minutowy album.
A Passion Play jest albumem koncepcyjnym, przewodnim tematem jest historia życia i śmierci, rozpoczynająca się opowieścią niedawno zmarłego człowieka, który obserwuje własny pogrzeb, a następnie wędruje przez czyściec i piekło, by w końcu ulec reinkarnacji.
Recenzje z 1973 nie były entuzjastyczne; Rolling Stone określił album jako „kosztowny, nużący nonsens”, NME ocenił, że jest dużo gorszy, niż wcześniejsze dzieła Jethro Tull (Stand Up i Aqualung), zaś Melody Maker ubolewał, że tak wiele wysiłku włożono w produkcję wydawnictwa, które „nie porusza duszy” słuchacza. Pomimo to A Passion Play zdołał osiągnąć 1. miejsce na listach przebojów w Stanach Zjednoczonych i w Kanadzie, powtarzając tym samym sukces Thick as a Brick.

## Lista utworów
Lista oddzielnych utworów nie została zamieszczona na albumie, starsze wydania (przed 1998) zawierają jedną lub dwie ścieżki dźwiękowe.
Tytuły poszczególnych „aktów” pochodzą z oficjalnej strony zespołu:
- Akt 1: Pogrzeb Ronniego Pilgrima: zimowy poranek na cmentarzu.
- Akt 2: Bank Pamięci: mały, lecz wygodny teatr z ekranem kinowym (następnego dnia).
- Akt 3: Biuro Firmy G. Oddie & Son (dwa dni później).
- Akt 4: Garderoba Maga Perdē o północy.

### Wydanie oryginalne 1973
Informacje według Discogs:
Strona A
| Nr | Tytuł utworu              | Długość |
| -- | ------------------------- | ------- |
| 1. | „A Passion Play (Part 1)” | 23:07   |
|    |                           | 23:07   |

Strona B
| Nr | Tytuł utworu              | Długość |
| -- | ------------------------- | ------- |
| 1. | „A Passion Play (Part 2)” | 22:04   |
|    |                           | 22:04   |

### Wydanie CD 1998
Informacje według Discogs:
| Nr  | Tytuł utworu                                    | Uwagi                                | Długość |
| --- | ----------------------------------------------- | ------------------------------------ | ------- |
| 1.  | „Lifebeats”                                     | instrumentalny; początek Aktu 1      | 1:14    |
| 2.  | „Prelude”                                       | instrumentalny                       | 2:14    |
| 3.  | „The Silver Cord”                               |                                      | 4:29    |
| 4.  | „Re-Assuring Tune”                              | instrumentalny                       | 1:11    |
| 5.  | „Memory Bank”                                   | początek Aktu 2                      | 4:20    |
| 6.  | „Best Friends”                                  |                                      | 1:58    |
| 7.  | „Critique Oblique”                              |                                      | 4:38    |
| 8.  | „Forest Dance #1”                               | instrumentalny                       | 1:35    |
| 9.  | „The Story of the Hare Who Lost His Spectacles” | Interludium; Anderson, Hammond, Evan | 4:18    |
| 10. | „Forest Dance #2”                               | instrumentalny; początek Aktu 3      | 1:12    |
| 11. | „The Foot of Our Stairs”                        |                                      | 4:18    |
| 12. | „Overseer Overture”                             |                                      | 4:00    |
| 13. | „Flight from Lucifer”                           | początek Aktu 4                      | 3:58    |
| 14. | „10:08 to Paddington”                           |                                      | 1:04    |
| 15. | „Magus Perdé”                                   |                                      | 3:55    |
| 16. | „Epilogue”                                      |                                      | 0:43    |
|     |                                                 |                                      | 45:07   |

## Muzycy
Informacje według Discogs:
- Ian Anderson – śpiew, gitara akustyczna, flet, saksofony
- Martin Barre – gitara
- John Evan – pianino, organy, syntezatory, wokal wspierający
- Jeffrey Hammond – gitara basowa, śpiew
- Barriemore Barlow – perkusja, instrumenty perkusyjne